# Cryphia insulicola
Cryphia insulicola là một loài bướm đêm trong họ Noctuidae.